# ميغيل ديفيس
ميغيل ديفيس (بالإسبانية: Miguel Davis)‏ (18 يونيو 1966 بكوستاريكا - ) هو لاعب كرة قدم كوستاريكي في مركز الوسط، شارك في كأس العالم 1990. وشارك مع منتخب كوستاريكا لكرة القدم. أما مع النوادي، فقد لعب مع نادي كارتاهينيس ونادي ألاجولينسي وLimón F.C. ‏ وA.D. Carmelita ‏.

## وصلات خارجية
- ميغيل ديفيس على موقع الاتحاد الدولي (مؤرشف)  (الإنجليزية)
- ميغيل ديفيس على موقع قاعدة بيانات كرة القدم.إي يو (الإنجليزية)
- ميغيل ديفيس على موقع ناشيونال فوتبول تيمز (الإنجليزية)
- ميغيل ديفيس على موقع Soccerway.com (الإنجليزية)
- ميغيل ديفيس على موقع عالم كرة القدم.نت (الإنجليزية)